# Hemiandrus maculifrons
Hemiandrus maculifrons is een rechtvleugelig insect uit de familie Anostostomatidae. De wetenschappelijke naam van deze soort is voor het eerst geldig gepubliceerd in 1869 door Walker.